# رود شین (چیبا)
رود شین (به لاتین: Shin River) یک رود در ژاپن است که ۱۰ کیلومتر است.